# 北条五代記
『北条五代記』（ほうじょうごだいき）は、三浦浄心が著した、後北条氏にまつわる話題を中心とした仮名草子・軍記物語。確認されている最古の版本は寛永18年（1641年）刊。万治2年（1659年）版が流布本で残存数も多い。ともに全10巻だが内容には改変がある。
『北条記』と取り上げている話題が似ており、同書を参照して書かれたと推定されている。江西逸志子『北条盛衰記』(改題本『北条五代実記』、現代語訳『小田原北条記』)は『北条記』と『北条五代記』を参照して書かれた別作品である。

## 著者
著者名は明記されていないが、寛永版の作中に「出口五郎左衛門尉茂正」「三浦屋浄心」の名前に言及があり、また跋にあたる巻10「老て小童を友とする事」に「浄き心にあらざれば」という名前の分かち書きがあって、三浦浄心の著書である。後北条氏の旧臣で小田原籠城を体験したなど、経歴の紹介もある。
編集の経緯について、序に、「翁」が著した『見聞集』から、後北条氏に関わる記事を旧友が抄録したと記されているが、これは擬態で全編が浄心の自著と考えられている（『見聞集』からの抜粋は、浄心の著書の刊本に共通する擬態）。
なお、万治版では、著者名が記されていた条項が削除されており、巻4「北条氏政東西南北と戦の事」にある「それがし親。三浦五郎左衛門尉茂信。相州三浦の住人。北条家譜代の侍なり」という記述のみが残されていたため、著者名を「三浦茂信」と記している文献が多いが、寛永版には、もとの名は「出口五郎左衛門尉茂正」で、江戸へ上ってから「三浦五郎左衛門」と呼ばれるようになった、とある 。

## 成立時期
これも浄心の各作品に共通して、作中に、今は慶長19年（1614年）、と記されているが、元和・寛永年間の事実への言及も多いことが知られており、『見聞集』に永禄8年（1565年）生まれの浄心が70余歳と記されていることや、「三十余年、弓矢治て。当代の若き衆。しるべからず」（関ヶ原の戦いは1600年、大坂夏の陣は1614年）のような言及から、実際の成立時期は寛永版刊行（寛永18年・1641年）の少し前の寛永後期とみられている。
大澤学は、作中の徳川幕府に対する批判的な記述に対する干渉を避けるため、特に「秀頼公をお許しになった家康様は慈悲深いお方だ、ありがたい」といった言辞が皮肉と捉えられないために大坂夏の陣以前の作品成立を装ったと指摘している。

## 参照関係
前述の『北条記』の他にも、作中に『吾妻鏡』からの大部の引用や創作的再話、『太平記』の再話、『庭訓往来抄』（寛永8年刊本に近い本）からの引用など、出典のある記述が多く含まれていることが知られている。また先行して刊行されていた『甲陽軍鑑』を意識し、参照して書かれている。著者自身の体験談は北条五代の中でも氏政から氏直の時代（浄心自身の説明では氏康以降）と後北条氏滅亡後の、一部の話題に限局される。

## 諸本
寛永（18年）版、万治（2年）版などがある。
万治版は、寛永版をもとに浄心の死後に刊行された別版である。
寛永版は74条からなるが、万治版は絵入りで寛永版よりも話題が17項少ない。内容にも改変があり、著者の浄心に関する情報や後北条氏とあまり関係しない話題が削られたり、各巻に散在していた小田原攻めの話題が簡略化されて巻10にまとめられたりしている。
元禄（10年）版は、原作をもとに古浄瑠璃の台本としたもので、朝倉治彦は、同版と『三浦北条軍法くらべ』（寛文8年・1668年）を『北条五代記』に取材した別書としている。

### 寛永版の諸本
寛永版には以下の各本がある。
- 筑波大学図書館蔵本（巻2欠）[20][16][21] 影印
- 米沢市立図書館蔵本（巻9・10欠）[16] 書誌情報
- 国学院大学図書館蔵本[20][16]
- 塩村耕氏蔵本 巻7 [16]
- 東京大学総合図書館蔵本（南葵文庫旧蔵本）[20][16] 影印（巻3欠）
- 慶応大学図書館蔵本[20][16] 書誌情報
- 臼杵市教育委員会蔵本[21] 書誌情報

## 翻刻・現代語訳
- 近藤瓶城(校)『史籍集覧 北条五代記』近藤瓶城、1885年 書誌情報
- 『続帝国文庫 第15編』博文館、1899年 - 万治版翻刻 影印
  -  ウィキソースには、北条五代記の翻刻 テキストデータがあります。
- 近藤瓶城(校訂)『改定史籍集覧 第5冊』近藤出版部、1900年 - 万治版 翻刻 影印
- 橋本実(校訂)『古典研究』第5巻第14号別冊附録、1940年
- 萩原龍夫(校注)『北条史料集』＜戦国史料叢書 第2期第1巻＞人物往来社、1966年 - 寛永版の抄録 翻刻 影印
- 横山重ほか(編)『古浄瑠璃正本集 第7』角川書店、1979年 - 元禄版 翻刻 影印
- 矢代和夫・大津雄一(現代語訳)『北条五代記』勉誠出版、1999年、ISBN 978-4-585-05113-8 - 万治版 書誌情報
- 柳沢昌紀(翻刻)『仮名草子集成 第62巻』『仮名草子集成 第63巻』東京堂出版、2019年・2020年- 寛永版の全文翻刻。底本：筑図本（巻2を除く）、巻2は臼杵本。臼杵本・東図本で補完。 書誌情報

なお、『通俗日本全史 第15巻』に「北条五代記」と題して収載されているのは『北条盛衰記』である（翻刻 影印）。